# Route nationale 28
Dieser Artikel wurde aufgrund von inhaltlichen Mängeln auf der Qualitätssicherungsseite des WikiProjekts Straßen eingetragen. Dies geschieht, um die Qualität der Artikel aus dem Themengebiet Straßen auf ein akzeptables Niveau zu bringen. Bitte hilf mit, die inhaltlichen Mängel dieses Artikels zu beseitigen, und beteilige dich bitte an der Diskussion!
Die Route nationale 28, kurz N 28 oder RN28, war eine französische Nationalstraße, die von 1824 bis 1973 zwischen Rouen und Saint-Omer verlief. Dies geht auf die Route impériale 31 zurück. Ihre Länge betrug 181 Kilometer. 1933 wurde sie bis zur N16 südlich von Bergues verlängert. Die Länge stieg auf 208 Kilometer. 1973 wurde sie auf dem Abschnitt Rouen–Abbeville verkürzt. Auf diesem Abschnitt wurde sie teilweise auf neue Schnellstraße verlegt, die heute die A28 bildet. Die alten Parallelabschnitte wurden zu N2028, die 2006 abgestuft wurden. Seit 2006 gibt es nur noch zwischen Rouen und der A28 eine N28.

## Streckenführung
| Position | höchste zulässige Gesamtgeschwindigkeit | Fahrbahnen | km  | Typ                          | Abschnitt                              | Längengrad | Breitengrad |
| -------- | --------------------------------------- | ---------- | --- | ---------------------------- | -------------------------------------- | ---------- | ----------- |
| 1        | 110                                     | 2          |     | Beginn der Autobahn          | A 28                                   | 49.4891    | 1.1437      |
| 2        | 110                                     | 2          | 1   | Teil-Anschlußstelle          | D1043 – Rocade nord                    | 49.4783    | 1.1376      |
| 3        | 110                                     | 2          | 1   | Vollständige Anschlussstelle | Bihorel-Saint-Martin-du-Vivier         | 49.4670    | 1.1338      |
| 4        | 110                                     | 2          | 3   | Teil-Anschlußstelle          | Darnétal                               | 49.4566    | 1.1439      |
| 5        | 110                                     | 2          | 4   | Beginn des Tunnels           | Grand Mare (Tunnel) Länge: 1542/1518 m | 49.4529    | 1.1449      |
| 6        | 110                                     | 2          | 5.7 | Ende des Tunnels             |                                        | 49.4397    | 1.1317      |
| 7        | 110                                     | 2          | 5.8 | Teil-Anschlußstelle          | Darnétal (süd)                         | 49.4393    | 1.1311      |
| 8        | 110                                     | 2          | 6   | Vollständige Anschlussstelle | Rouen (ost)                            | 49.4378    | 1.1247      |
| 9        | 110                                     | 2          | 6.7 | Vollständige Anschlussstelle | Rouen (Stadt)                          | 49.4387    | 1.1133      |
| 10       | 110                                     | 2          | 6.8 | Teil-Anschlußstelle          |                                        | 49.4372    | 1.1103      |
| 11       | 110                                     | 2          |     | Einhausung                   |                                        | 49.4362    | 1.1078      |
| 12       | 110                                     | 2          | 7   | Vollständige Anschlussstelle | Quais rive droite                      | 49.4348    | 1.1058      |
| 13       | 110                                     | 3          | 7.3 | Brücke                       | Pont Mathilde (Seine, Ile Lacroix)     | 49.4319    | 1.1034      |
| 14       | 110                                     | 2          | 7.5 | Teil-Anschlußstelle          | Quais rive gauche                      | 49.4296    | 1.1004      |
| 15       | 110                                     | 2          | 8   | Ende in Stadt                | Rouen                                  | 49.4289    | 1.0957      |

## N28a
Die N28A war von 1933 bis 1973 ein Seitenast der N28, der von dieser in Foucarmont abzweigte und zur N320 innerhalb des Ortes verlief. Er trägt heute die Nummer D928A.

## N28b
Die N28B war von 1956 bis 1973 ein Seitenast der N28, der innerhalb von Rouen verlief und dabei mehrere Nationalstraßen verband. 1978 wurde er Teil der N28 und 2006 abgestuft.

## N2028
Die N2028 ist ein Seitenast der N28, der 1992 erste Verwendung zwischen Blangy-sur-Bresle und Rouen auf der Trasse der N28 Verwendung fand, als diese auf eine parallele Schnellstraße, heute A28, verlegt wurde. Seit 2006 gibt es nur noch ein Reststück im Stadtgebiet von Rouen. Diese reicht von der Anschlussstelle zur N28 bis zum Place Saint-Hilaire in Rouen.